# Tyler Haws
Martin Tyler Haws (ur. 11 kwietnia 1991) – amerykański koszykarz, występujący na pozycji rzucającego obrońcy, posiadający także belgijskie obywatelstwo, obecnie zawodnik RETAbet Bilbao Basket.

## Kariera sportowa
29 sierpnia 2016 został zawodnikiem Anwilu Włocławek.
5 lutego 2020 dołączył do hiszpańskiego RETAbet Bilbao Basket.

## Osiągnięcia
Stan na 5 lutego 2020, na podstawie, o ile nie zaznaczono inaczej.
NCAA
- Uczestnik turnieju NCAA (2010, 2014, 1015)
- Koszykarz roku konferencji West Coast (2014)[5]
- Laureat nagrody:
  - Akademickiego Sportowca Roku podczas gali nagród Governor’s State (2015)
  - Sportowca Roku podczas gali nagród 2015 Y Awards
  - Bronze Honors na WCC Commissioner's Honor Roll (2013)
  - Debiutant Roku podczas gali nagród 2010 Y Awards
  - Najbardziej Inspirujący Gracz Zespołu (2010)
- Zaliczony do:
  - I składu:
    - WCC (2013–2015)
    - turnieju:
      - WCC (2014, 2015)
      - CBE Classic (2014)
      - Coaches vs. Classic (2013)
      - Maui Invitational  (2015)
      - HoopTV Las Vegas Classic (2010)

  - II składu Senior CLASS Award All-American (2015)
  - Honorable Mention All-American (2014, 2015 przez Associated Press)
  - III składu konferencji Mountain West (MWC – 2010)
- Lider[6]:
  - strzelców konferencji West Coast (2013–2015)
  - konferencji Mountain West w skuteczności rzutów wolnych (2010)

Reprezentacja
- Uczestnik Uniwersjady (2013 – 9. miejsce)